# IC 4151
IC 4151 је галаксија у сазвјежђу Ловачки пси која се налази на листи објеката дубоког неба у Индекс каталогу.
Деклинација објекта је + 36° 51' 26" а ректасцензија 13h 3m 59,2s. Привидна величина (магнитуда) објекта IC 4151 износи 15,7 а фотографска магнитуда 16,5.